# 阿爾弗雷德·蒙哥馬利
阿尔弗雷德·尤金·蒙哥马利（Alfred Eugene Montgomery，1891年6月12日—1961年12月15日）是美国海军军官，曾在第一次世界大战和第二次世界大战中服役。他毕业于美國海軍學院，参加了墨西哥边境的行动。他接受了潜艇训练，并成为USS E-1潜艇的副艦長。1914年11月，他向马雷岛海军造船厂报到，新的USS F-1潜艇在那里大修，他从1917年6月开始担任其指挥官，直到1917年12月17日F-1與F-3潜艇相撞而沈沒。
1922年6月，他獲得了海軍飛行員的資格。他指揮偵察和魚雷中隊，於1936年11月至1938年6月擔任遊騎兵號航空母艦的副艦長，於1940 年6月至1941年6月擔任其艦長。1941年6月，他成為大西洋艦隊空軍司令官的參謀長。1943年8月，他擔任第12特遣艦隊指揮官，以埃塞克斯號航空母艦為旗艦，於1944年3月擔任第3特遣艦隊指揮官，以邦克山號航空母艦為旗艦。